# Andreas Kumpf
Andreas Kumpf (* 4. März 1967 in Gelsenkirchen) ist ein deutscher Psychologe, Autor und Gerontologe. Seine Forschungsschwerpunkte sind Glücksforschung und Gerontologie.

## Leben
Andreas Kumpf wuchs im  Ruhrgebiet auf und studierte Psychologie an der Ruhr-Universität Bochum, wo er auch promovierte. Nach dem Studium wurde er Unternehmensberater. 1996 verlegte er seinen Lebensmittelpunkt nach Österreich. Nach fast 20-jähriger Geschäftsführung seines Beratungsunternehmens mit Schwerpunkt Strategie- und Führungskräfteentwicklung wurde er wieder wissenschaftlich tätig. Er ist Gründungsmitglied eines außeruniversitären Forschungsinstituts in Graz und war als Gastdozent an der Privaten Universität im Fürstentum Liechtenstein tätig. Kumpf ist Vorstand des Instituts für Glücks- und Wohlbefindensforschung in Baden bei Wien, das psychologische Faktoren untersucht, die zum Lebensglück und zu zufriedenem Altern beitragen.

## Schriften
- Servicekultur als Erfolgsfaktor. Strategien und Maßnahmen auf dem Weg zur Serviceorientierung. Linde Verlag, Wien 1999, ISBN 3-85122-822-7.
- Balanced Scorecard in der Praxis. Verlag MI-Wirtschaftsbuch, 2001, ISBN 3-478-38970-4.
- Glück im Alter – Zu Besuch bei 21 glücklichen Menschen im Alter von 65 bis 95 Jahren. Verlag Anton Pustet, Salzburg 2012, ISBN 978-3-7025-0668-1.
- Selbst – 15 Portraits. Verlag Anton Pustet, Salzburg 2013, ISBN 978-3-7025-0731-2.
- Verabredet mit dem Glück. Verlag Anton Pustet, Salzburg 2015, ISBN 978-3-7025-0803-6.